# Honda S-MX
Honda S-MX — компактвэн японской компании Honda. Автомобиль Honda S-MX вышел в 1996 году и производился исключительно для внутреннего рынка Японии. Будучи представленной как минивэн, фактически машина имела всего 4 посадочных места и позиционировалась как молодёжная. Honda S-MX примечательна прежде всего угловато-вытянутой формой кузова — так называемый «коробочный стиль».
Все автомобили Honda S-MX оснащались двигателями B20B объёмом 2 литра, мощность которых варьировалась в пределах 130—140 л. с., и 4-ступенчатой автоматической коробкой передач, а также передним или полным приводом.
Модель выпускалась в 3 комплектациях:
- Basic — стандартная комплектация: передний привод, отсутствие обвесов;
- 4wd — полноприводная версия Basic;
- Lowdown — заводская «прокачка»: обвесы, более жёсткая подвеска, короткая ГП (Главная пара, больше зубцов в шестерне, более высокое ускорение, меньшая максимальная скорость), спортивный руль.

Особенности модели:
- 4 двери (2 слева, 1 справа, задняя дверь);
- «интеллектуальный автомат», подстраивающийся под манеру вождения;
- дефорсированный двигатель, для увеличения ресурса коробки;
- жёсткая подвеска (Basic и Lowdown).

В 2000 году модель претерпела рестайлинг — изменения коснулись интерьера салона, оптики, бамперов и обвесов. В 2002 году производство автомобилей Honda S-MX было прекращено.